# Bonfante (nome)
Bonfante  è un nome proprio di persona italiano maschile.

## Varianti
- Maschili: Buonfante[1], Boninfante, Buoninfante
  - Alterati: Bonfantino[1], Buonfantino
  - Ipocoristici: Fante[1], Fantino[1], Fantinello[1]

## Origine e diffusione
Nome augurale o affettivo di origine medievale, ormai desueto e sopravvissuto solo come cognome; vuol dire "buon bambino", "bel bambino" ("fante" è una forma arcaica del termine "infante"), ed ha quindi significato analogo al nome Bonfiglio.

## Onomastico
Nessun santo ha mai portato questo nome, che quindi è adespota; l'onomastico si può festeggiare il 1º novembre, in occasione di Ognissanti.